# Vouarana anomala
Vouarana anomala är en kinesträdsväxtart som först beskrevs av Julian Alfred Steyermark, och fick sitt nu gällande namn av P. Acevedo-rodriguez. Vouarana anomala ingår i släktet Vouarana och familjen kinesträdsväxter. Inga underarter finns listade i Catalogue of Life.